# Черноопашат бързолет
Черноопашатият бързолет (Apus acuticauda) е вид птица от семейство Бързолетови (Apodidae). Видът е световно застрашен, със статут Уязвим.

## Разпространение и местообитание
Разпространен е в Бутан, Индия и Тайланд.